# Anasaziové

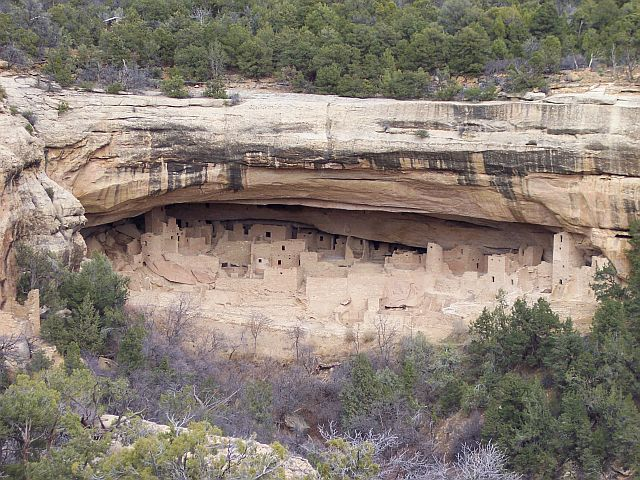
Obydlí Anasaziů

Anasaziové byla indiánská kultura obývající oblast na jihozápadě USA (Nové Mexiko, Arizona, Colorado, Utah) a severovýchodního Mexika. Slovo Anasazi v jazyce Navahů znamená ti starobylí, kteří nejsou my.
Centrem jejich civilizace bylo osídlení v kaňonu Chaco v dnešním státě Nové Mexiko v USA. Je po ní dochováno nespočet památek, takzvaných puebel, která ale stále nejsou zcela zmapována. Podobné objekty staví i dnešní indiánské kmeny, kteří od Anasaziů odvozují svůj původ. Dle všeho vynikali úžasnými znalostmi matematiky nebo astronomie. Jejich civilizace z neznámých příčin zmizela někdy mezi 12. a 15. stoletím.

## Kultura
Anasaziové pěstovali kukuřici, fazole, ovoce a bavlnu. Žili v pueblech (kmenových městech) v jedinečných budovách umístěných vysoko v kaňonech. Jejich textil, keramika a umělecké předměty byly proslulé. Kolem kaňonu Chaco se rozkládala síť 125 vesnic spojených cestami v délce 400 km. Anasaziové měli rozvinuté šamanské rituály s množstvím kmenových extatických tanců. Proslavili se jedinečnými znalostmi a legendami, vybudovali podzemní obřadní svatyně zvané kiwa.

## Kultury Pueblo
Na jihozápadě Severní Ameriky existovalo v letech 700–1300 několik podobných kultur – Anasazi, Mogollon a Hohokam, předchůdci dnešních Hopiů. Byli to zemědělci a obchodníci, žijící v malých vesnicích. Na konci 8. století se přesunuli z malých chýší (jam zakrytých střechou) do velkých společných obydlí, z nichž některé pojaly až 250 lidí. Využívali zavlažovací systémy a spoléhali se na pozorovatele nebe (šamany), kteří předpovídali déšť. Tato jedinečná kultura zmizela v 14. století.